# Liste der Ramsar-Gebiete in Belgien
Die Ramsar-Gebiete Belgiens umfassen insgesamt neun Feuchtgebiete mit einer Gesamtfläche von 46.944 ha, die unter der Ramsar-Konvention registriert sind (Stand April 2022). Das nach dem Ort des Vertragsschlusses, der iranischen Stadt Ramsar, benannte Abkommen ist eines der ältesten internationalen Vertragswerke zum Umweltschutz. In Belgien trat die Ramsar-Konvention am  4. Juli 1986 in Kraft.
Zu den Ramsar-Gebieten in Belgien zählen viele Typen von Feuchtgebieten wie Marschland, Salzwiesen, Flüsse, Bäche, Tümpel, Süß- und Brackwasserseen, Grundwassersysteme, Lagunen, Küstenlinien, Höhlen, Bruch- und Laubwälder, Heidegebiete, Weideland, Feuchtwiesen und Hecken, Moore und Sümpfe, Wattflächen und Sandbänke.
Im Folgenden sind alle Ramsar-Gebiete Belgiens alphabetisch aufgelistet.
| Nr. | Name des Gebiets                           | Bild            | Ramsar-Gebietsnr. | Ausweisungs- datum | Fläche (ha) | Management- plan | Region                                  | Lage                    |
| --- | ------------------------------------------ | --------------- | ----------------- | ------------------ | ----------- | ---------------- | --------------------------------------- | ----------------------- |
| 1   | De Ijzerbroeken te Diksmuide en Lo-Reninge | Bild gesucht BW | 329               | 4. März 1986       | 2360        | Nein             | Provinz Westflandern                    | 50,98306° N, 2,85° O    |
| 2   | Grotte des Émotions                        | Bild gesucht BW | 1406              | 24. März 2003      | 3           | Ja               | Wallonische Region                      | 50,401° N, 5,56667° O   |
| 3   | Kalmthoutse Heide                          |                 | 330               | 4. März 1986       | 2200        | Ja               | Provinz Antwerpen                       | 51,38306° N, 4,46694° O |
| 4   | Les Hautes Fagnes                          |                 | 1405              | 24. März 2003      | 9974        | Ja               | Provinz Lüttich und Wallonische Region  | 50,57056° N, 6,12722° O |
| 5   | Marais d'Harchies                          |                 | 331               | 4. März 1986       | 557,1       | Ja               | Provinz Hennegau und Wallonische Region | 50,46194° N, 3,68028° O |
| 6   | Schorren van de Beneden Schelde            | Bild gesucht BW | 327               | 4. März 1986       | 420         | Nein             | Flandern                                | 51,37082° N, 4,45221° O |
| 7   | Vallée de la Haute-Sûre                    |                 | 1407              | 8. März 2004       | 29000       | Nein             | Wallonische Region                      | 49,89861° N, 5,65556° O |
| 8   | Vlaamse Banken                             |                 | 326               | 4. März 1986       | 1900        | Ja               | Flandern                                | 51,16667° N, 2,73306° O |
| 9   | Zwin                                       |                 | 328               | 4. März 1986       | 530         | Ja               | Provinz Westflandern                    | 51,35099° N, 3,36782° O |